# Thècle d'Iconium
Pour les articles homonymes, voir Thècle.
Thècle ou Thècle d'Iconium (en grec: Θέκλα) est une sainte des premiers temps de l'Église, célébrée par les catholiques et les orthodoxes respectivement le 23 septembre et le 24 septembre. Elle appartenait à une riche famille païenne d'Iconium, l'actuelle Konya en Turquie et vécut au Ier siècle.
On voit en elle une des premières martyres de l'Église, sinon la première (protomartyre). Son cas constitue aussi l'un des premiers cas documentés de travestissement parmi les saintes, Paul de Tarse l'ayant autorisée à prêcher en habits masculins.

## Biographie

### Conversion
Selon les Actes de Paul et Thècle, texte du IIe siècle, Thècle est une jeune vierge, convertie par Paul de Tarse. L'apôtre est en effet de passage à Iconium, où il enseigne la foi chrétienne dans une maison voisine de celle de Thècle. Cachée derrière une fenêtre, celle-ci l'écoute, et après trois jours passés ainsi, elle est convaincue par les propos de Paul sur la virginité. Elle choisit donc de rompre ses fiançailles et de se convertir, décision qui provoque la colère de sa mère et de son fiancé : ils la dénoncent au gouverneur. Paul est chassé de la ville et Thècle condamnée au bûcher. Mais elle est sauvée par un orage providentiel, la pluie et la grêle éteignant le feu, et elle part retrouver Paul, parcourant la route d'Antioche à Myra.

### Travestissement
À Antioche, elle se refuse à un magistrat tombé amoureux d'elle, le frappe en public, si bien qu'elle est condamnée à être dévorée par les lions. Mais une lionne la défend, et les femmes dans le public endorment les bêtes sauvages au moyen de leurs parfums. Tryphaerna l'accueille alors comme une deuxième fille et la convertit. Elle se coupe ensuite les cheveux et se travestit en homme pour rejoindre Paul :
« Elle prit alors de jeunes serviteurs et de jeunes servantes, se ceignit les reins et, arrangeant sa tunique pour en faire un manteau à la manière des hommes, elle s'en alla à Myre. Elle y trouva Paul exposant la parole de Dieu et arriva près de lui. Cependant, il fut stupéfait en la voyant, elle et la foule qui l'accompagnait, pensant que quelque autre épreuve allait arriver à Thècle. Mais elle, ayant compris cela, lui dit : "j'ai reçu le baptême, Paul. En effet, celui qui a œuvré avec toi pour la bonne nouvelle, a aussi œuvré avec moi pour que je sois baptisée." »
Et Paul accepte qu'elle prêche : « Va et enseigne la parole de Dieu. »
Selon Gilbert Dagron, son travestissement implique le « refus d’une soumission à l’homme et à la maternité, solidarité du genre féminin dans son ensemble, abolition de la différence ».
Ses actions sont empreintes d'une force morale et d'une vaillance qui l'élèvent au-dessus de sa condition de femme, et sont typiquement attribuées aux figures de la vierge sainte. Pour défendre sa virginité et son ascèse, elle abandonne petit à petit tous les signes extérieurs de la féminité : cheveux, bijoux, endossant finalement un habit masculin. Cet acte vise à la protéger de la concupiscence et à protéger son corps des agressions sexuelles. Une version des Actes la présente non pas habillée en homme, mais soumise à la menace de viol par des médecins qui sont envieux de sa capacité à faire des miracles tandis qu'elle est recluse dans une grotte de Séleucie. Elle disparaît alors dans une fissure en laissant pour unique trace un morceau de son voile (maphorion).
Le fait qu'elle revête des habits masculins doit être mis en relation avec une volonté d'ascèse, de chasteté et préservation de sa virginité, éléments qui sont des bases du monachisme féminin. Son histoire reprise par les montanistes devient un prototype de la sainteté féminine dans l'hagiographie byzantine au point d'éclipser celle de Perpétue, figure maternelle. Méthode d'Olympe, au IIIe siècle, dans son texte Le Banquet, remplace Socrate par Thècle,.

### Mort
Installée près de Séleucie d'Isaurie, elle se serait construit un ermitage dans une grotte où elle aurait passé ses derniers jours et serait décédée, assassinée à l'âge de 90 ans —  si l'on en croit les Actes de Paul et Thècle. Elle y serait également enterrée.
La Vie et miracles de sainte Thècle, rédigée peu après 444 par un prêtre ou un familier du sanctuaire de Meriamlik, contient une longue liste de ses miracles posthumes, et donne aussi de précieuses indications sur la diffusion du culte de Thècle au Proche-Orient.

### Culte

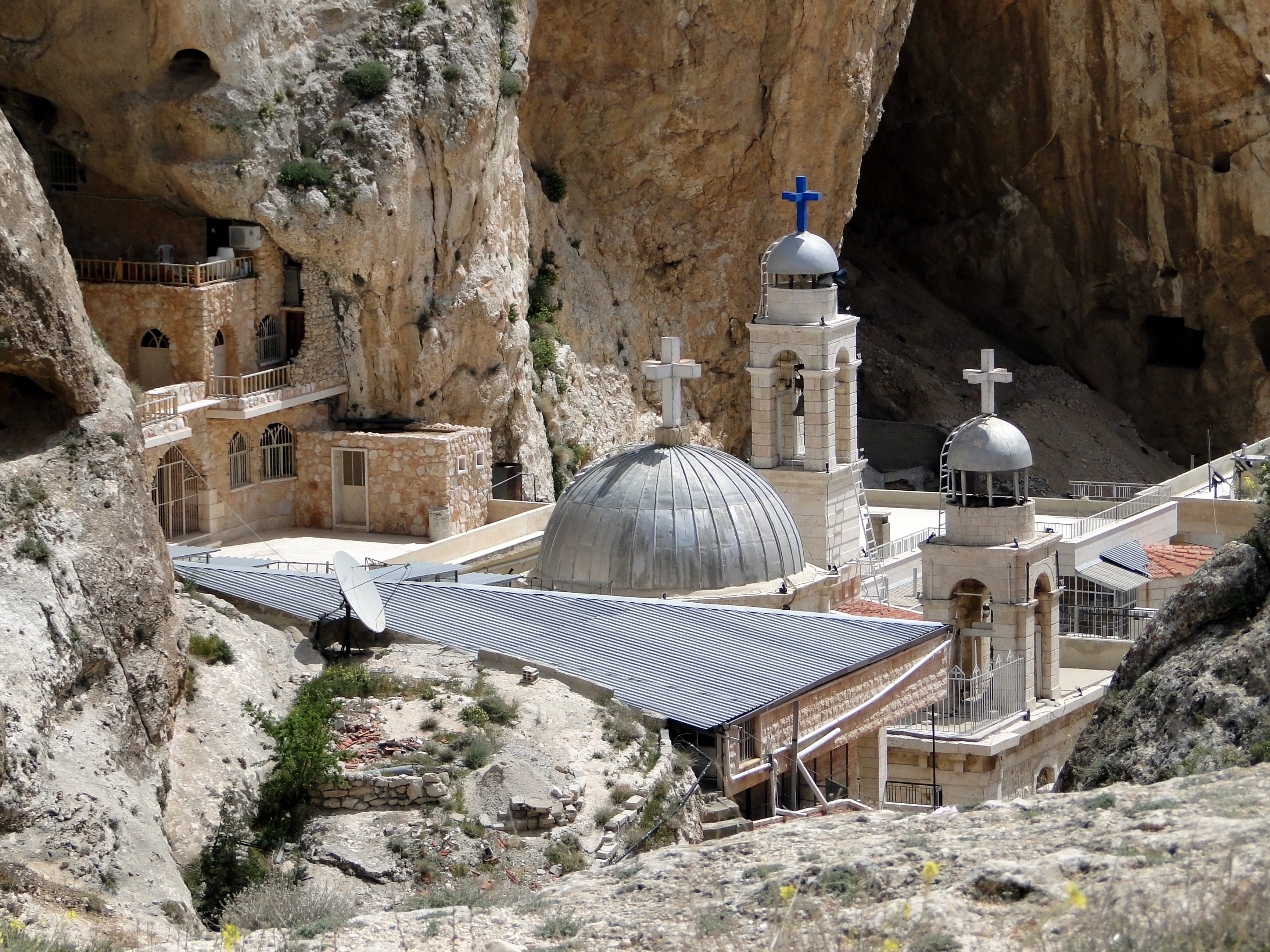
Le monastère Sainte-Thècle de Maaloula.

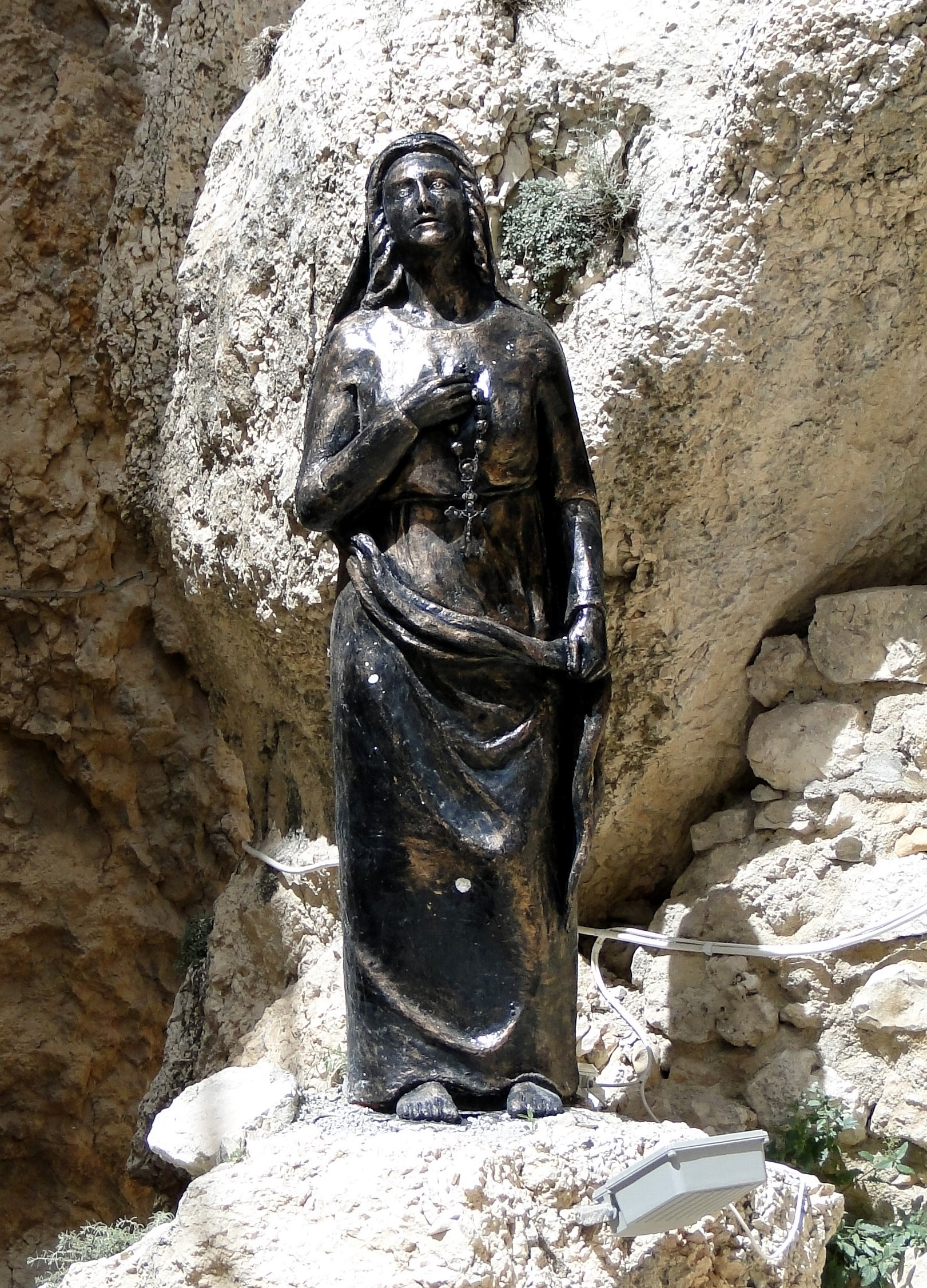
Statue de sainte Thècle à Maaloula.

Les Actes de Paul et Thècle qui furent largement diffusés en Orient sont à l'origine de la vénération dont la sainte est l'objet. Elle fut considérée comme la première femme martyre et l'Église orthodoxe la vénère comme égale aux apôtres. On lui érigea un sanctuaire à Séleucie dans la deuxième moitié du IVe siècle, et son culte se répandit dès ce siècle en Occident. La pèlerine Égérie visite le sanctuaire de Séleucie et sa communauté d'hommes et de femmes en 384, et en donne une description,.
Selon le martyrologe, sa fête est célébrée le 24 septembre par l'Église orthodoxe. L'Église catholique, qui la fêtait le 7 octobre, a supprimé son culte en 1969. En effet, ses Actes sont très tôt rejetés par les Pères de l'Église, notamment à cause de l'épisode, assez peu orthodoxe, de son "baptême", Thècle se considérant comme baptisée après avoir été jetée et être ressortie indemne d'un bassin rempli de bêtes marines.
Son nom est invoqué pour les paralysés et les enfants qui marchent tardivement.
Il existe un monastère Sainte-Thècle à Maaloula, en Syrie, où on vénère son tombeau qui serait la grotte-ermitage où elle acheva sa vie terrestre à l'âge de 80 ou 90 ans.
Sainte Thècle est représentée dans la grotte de saint Paul à Éphèse. Ces fresques datent environ des IVe – VIe siècles, ce qui montre bien l'ancienneté de la légende, qui pourrait donc avoir un fondement historique.

## En Occident

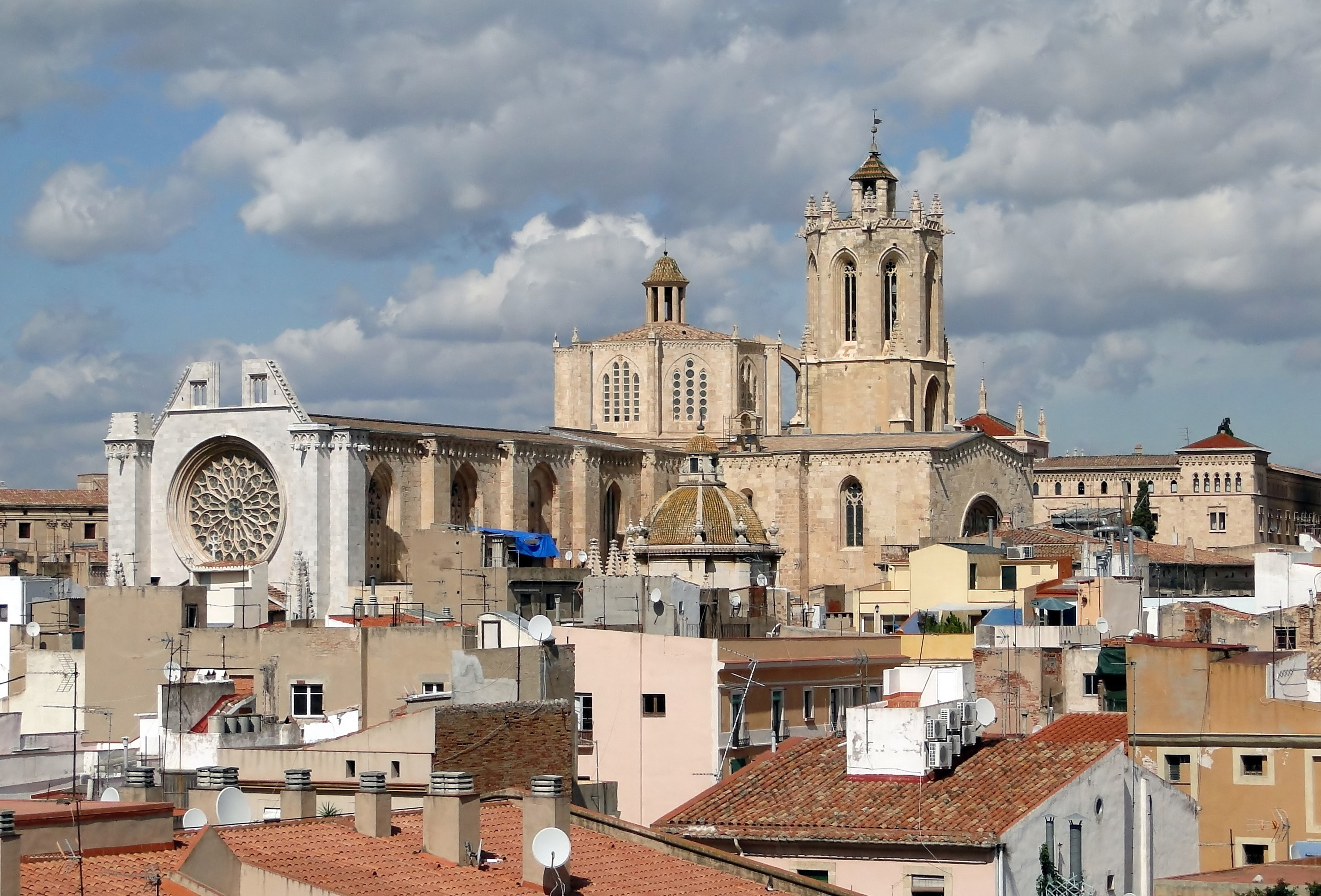
Cathédrale de Tarragone, dédiée à sainte Thècle, en Espagne.

Une légende raconte que Thècle aurait traversé les mers pour fuir les persécutions. Arrivée en Gaule, elle aurait franchi les Cévennes pour s'installer dans ces montagnes. Elle serait morte à Saint-Bonnet-de-Chirac, en Gévaudan et enterrée près de la fontaine qui porte son nom.
Cette légende expliquerait pourquoi Thècle d'Iconium est si présente dans les vénérations du sud du Massif central. On trouve en effet sa marque en Lozère (crypte Sainte-Thècle à Mende, fontaine à Saint-Bonnet-de-Chirac, patronne de Rocles, etc.) et en Auvergne (elle est vénérée à Chamalières, près de Clermont-Ferrand, où ses reliques furent conduites au VIIe siècle).
En Suisse, à Donatyre une chapelle romane lui est dédiée.
Sainte Thècle est également la patronne de Tarragone en Espagne. La cathédrale possède une relique et la ville la fête tous les ans en septembre. À Sitges, une rue porte son nom. Enfin, elle est la patronne d'une chapelle à Ploubezre, en Bretagne.
Jacques II (roi d'Aragon) acquit auprès du roi Oshin d’Arménie et transférée à Tarragone. Perdu lors de l’assaut français de 1811, le bras de sainte Tecla fut retrouvé à la fin du XIXᵉ siècle, réunissant ainsi à la cathédrale de Tarragone les deux bras de la sainte.relique fut redécouverte à la fin du XIXe siècle, permettant à la cathédrale de Tarragone de réunir les deux bras de la sainte.[réf. nécessaire]

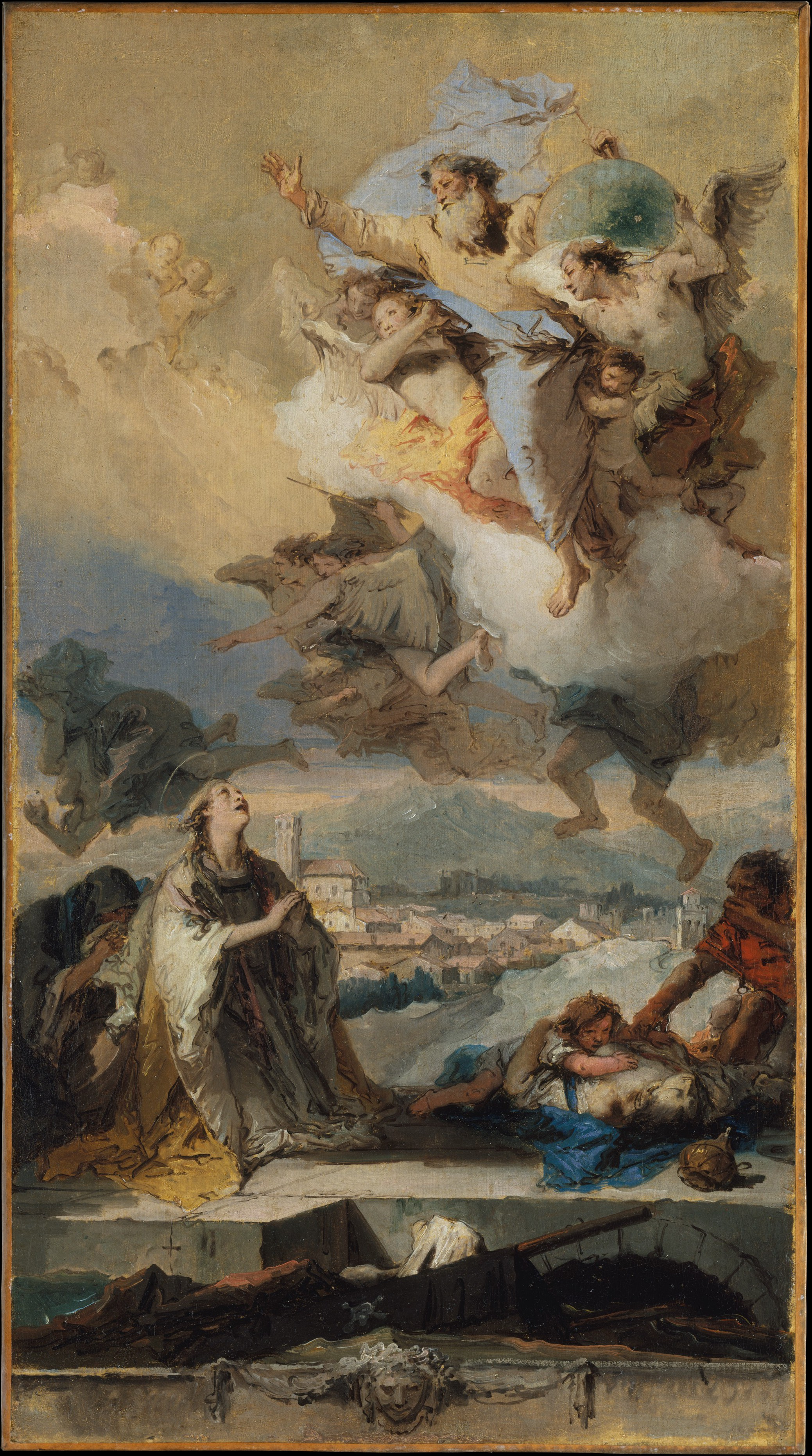
Sainte Thècle priant pour les victimes de la peste. Esquisse pour le Dôme d'Este par Tiepolo, 1758-1759. The MET, New York.

Le dôme d'Este est lui aussi consacré à Sainte Thècle, patronne de la ville. L'église, renferme un chef-d’œuvre de Giambattista Tiepolo, la Pala di Santa Tecla commandé à l'artiste en 1758. Le tableau devait représenter la protectrice de la ville priant Dieu pour qu'il sauve la communauté de la terrible épidémie de peste de 1630. Une esquisse est conservée au Metropolitan Museum de New York.
Elle est aussi la patronne d'autres localités :
- Santa Tecla (Nuevo San Salvador), El Salvador
- Llandegla, Pays de Galles, Royaume-Uni
- Sainte-Thècle, province de Québec, Canada
- Santa Tecla (Acireale), hameau italien
- Santa Tecla de Basto, quartier (freguesia) de Celorico de Basto, Portugal
- Le hameau de Sainte-Thècle dans la commune de Peillon, Alpes-Maritimes, France
- Le hameau de Sainte-Thècle dans la commune de Montesquieu (Tarn-et-Garonne), Tarn-et-Garonne, France
- La Chapelle-Thècle, Saône-et-Loire, France

## Homonymie (VIesiècle)
Une femme homonyme du VIe siècle, « Tigre (ou Tygris) dite Thècle » que la légende fait naître à Volascis (Valloire?), est vénérée en Maurienne pour avoir apporté les reliques de saint Jean Baptiste dans la ville même de Maurienne, probablement l'actuelle Saint-Jean-de-Maurienne. Ses reliques — un pouce selon les premières versions, trois doigts selon les versions ultérieures — justifient de l'érection d'un siège épiscopal dans la ville de Saint-Jean-de-Maurienne, par le roi Gontran.